# Conus marginatus
Conus marginatus é uma espécie de gastrópode do gênero Conus, pertencente a família Conidae.